# موزه پرگامون
موزه پرگامون (به آلمانی: Pergamonmuseum) یکی از غنی‌ترین موزههای جهان است که در شهر برلین، پایتخت کشور آلمان واقع شده‌است. موزه پرگامون بخشی از جزیره موزه‌ها است.
هر ساله بیش از یک میلیون نفر از سراسر جهان از این موزه دیدن می‌کنند. در موزه پرگامون مجموعه‌های نفیسی از آثار هنری مربوط به دوره یونان باستان تا منطقه جنوب غربی و مرکز آسیای میانه، آثاری از عصر هلنیسم، مصر باستان، آشوریان، بابل و ایران باستان نگهداری می‌شود.
مجموعهٔ منحصر به فردی از آثار حفاری‌شده در منطقه تیسفون و طاق کسری در موزه پرگامون نگه‌داری می‌شود. همچنین مجموعه آثار دوره تاریخی هنر اسلامی بخش ویژه‌ای را در این موزه به خود اختصاص داده‌است.

## مجموعه‌ها
مجموعه‌ها و آثار جمع‌آوری شده در موزه پرگامون، یکی از غنی‌ترین‌ها در جهان می‌باشد. برخی از ارزشمندترین آثار تاریخی متعلق به موزه پرگامون عبارتند از:

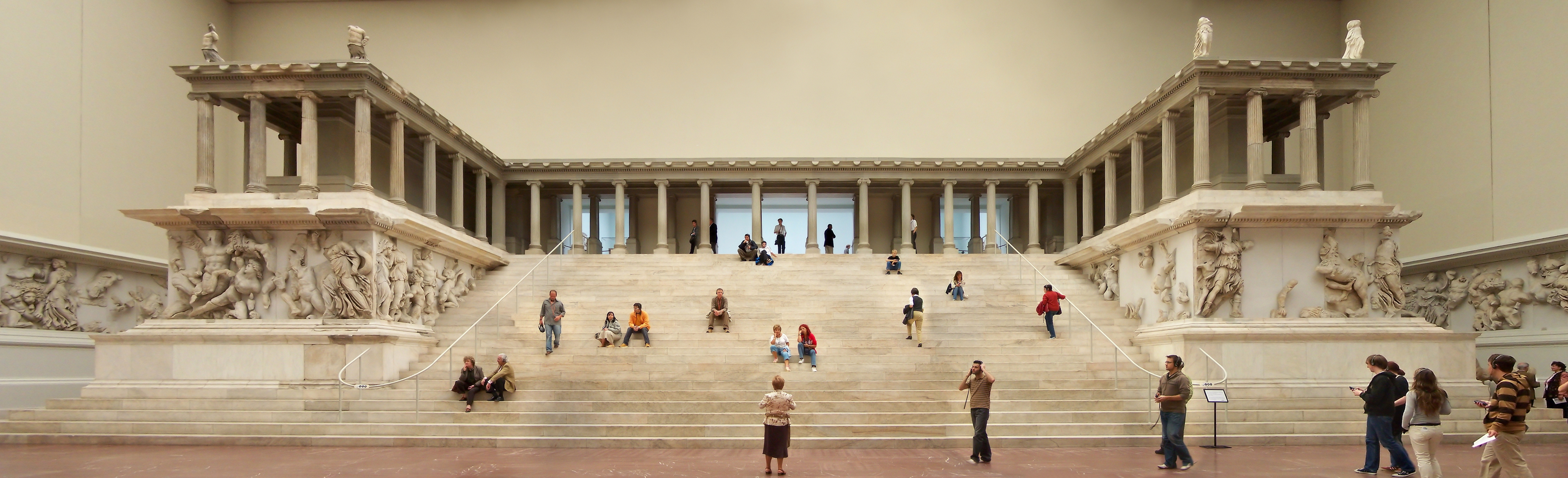
محراب پرگامون از آثار بی‌نظیر تاریخی مربوط به سده دوم پیش از میلاد است، که در مالکیت موزه پرگامون قرار دارد.

| آثار شاخص        | آثار شاخص | توضیحات |
| ---------------- | --------- | --- |
| محراب پرگامون    |           | محراب عظیم پرگامون در سده دوم پیش از میلاد ساخته شد. موزائیککاری بزرگ روی نمای این ساختمان (به طول ۹۱ متر و ارتفاع ۲۰۴ متر) صحنه نبرد وحشتناکی بین دوازده ایزد المپ‌نشین و هیولاهای کُهن را نشان می‌دهد که قدرت خدایان را به چالش می‌کشند. در این صحنه‌های پر هیاهو بیش از صد شکل و شمایل بزرگتر از قامت انسان با یک‌دیگر درآویخته‌اند. |
| دروازه ایشتار    |           | دروازهٔ ورودی به شهر بابل در نزدیک رودخانه فرات در کشور عراق محسوب می‌شد، در سال ۶۰۵ تا ۵۶۲ پیش از میلاد ساخته شده‌است. در سال ۱۹۲۷ میلادی، این بنا با توافق دولت وقت عثمانی با کشتی به بندر هامبورگ ارسال گردید. سپس در برلین در موزه پرگامون، بخش‌های مختلف این دروازه، از صدها قطعه شکسته دوباره بازسازی شد. |
| دروازه بازار ملط |           | |
| اتاق حلب         |           | اتاقی مملو از نمادهای هنر اسلامی متعلق به سال ۱۶۰۰ میلادی که محل پذیرایی یک تاجر مسیحی اهل شهر حلب از میهمانان‌اش در دوران حکومت امپراتوری عثمانی بر سوریه بوده‌است. |
| تندیس‌های رومی    |           | |
| مجموعهٔ اسلامی    |           | مجموعهٔ هنرهای اسلامی موزه پرگامون، آثار ارزشمند مربوط به جهان اسلام را از سده ۸ میلادی تا سده ۱۹ میلادی در خود جای داده‌است. بخش هنرهای اسلامی موزه پرگامون ابتدا در سال ۱۹۰۴ میلادی راه‌اندازی شد. از جمله اولین آثار این بخش، نمای قصر المشتی (بخشی از باقی‌مانده‌های کاخ زمستانی ولید پسر یزید در اردن) بود که توسط سلطان عثمانی به قیصر آلمان هدیه شد. از دیگر آثار اهدایی به بخش هنرهای اسلامی موزه پرگامون، می‌توان به قالی‌های نفیس ایرانی، از مجموعه خصوصی ویلهلم فن بود اشاره کرد. |